# Bohuslav Knobloch
Bohuslav Knobloch (16. ledna 1924 Bratislava – 5. května 1998 Praha) byl český malíř, grafik, restaurátor obrazů a vitráží.

## Život a dílo
Narodil se v Bratislavě, otec Rudolf, generální ředitel Legion Banky, byl v první světové válce legionářem v Itálii a v Rusku. Matka pocházela z italské umělecké rodiny Pegrassi. Jeho dědeček Malachio Pegrassi pracoval v Praze na sochařské výzdobě Národního muzea, oženil se zde a založil rodinu. U bratra své matky Mirra se Bohuslav vyučil tiskařem leptů. Během druhé světové války byl nasazen v továrně Walter. Po ukončení války studoval od roku 1945 na Uměleckoprůmyslové škole v Jablonci nad Nisou a od roku 1947 u profesora Vladimíra Silovského na Akademii výtvarných umění v Praze. Absolvoval v roce 1952 a ve svobodném povolání působil do roku 1962. Krátce pak byl vedoucím grafické dílny. Od roku 1952 byl členem Sdružení českých umělců grafiků Hollar i Svazu výtvarných umělců Mánes, po roce 1989 se stal členem Svazu českých výtvarných umělců. Jeho dílo je v Národní galerii v Praze a v soukromých sbírkách.
Jako akademický malíř se zaměřil na krajinomalbu v technice litografie a barevný lept. Jeho tématy byla krajina na Táborsku a Rožďalovicku. V grafice se věnoval exlibris, novoročenkám, diplomům a různým pozvánkám a oznámením. V dílně uměleckého družstva Štuko v Ostrovní ulici v Praze restauroval gotické, barokní i moderní vitráže pro kostely a zámky v Čechách a na Moravě.Zemřel 5. května v Praze.

### Ocenění
- Čestný člen Spolku sběratelů a přátel exlibris[1]
- První cena za cyklus leptů „U nás" - soutěž: výtvarná díla s tématy románů Aloise Jiráska[1]
- 2009 – Čestné občanství města Rožďalovice (In memoriam)[1]

### Výstavy ( výběr)
- 1962 – Bohuslav Knobloch: Grafika do roku 1960, Výstavní síň ZDŠ Rožďalovice, Rožďalovice (Nymburk)
- 1951, 1952, 1953, 1954,1955, 1958, 1965, 1990,1992, 1997 – Sdružení českých umělců grafiků Hollar: Členská výstava, Galerie Hollar, Praha
- 1959 – Kresby z cest, Galerie Hollar, Praha
- 1965 – Zeitgenössische tschechoslowakische Graphik und Plastik, Kunsthaus, Hamburk
- 1966 – Euro - Ex libris ’66, Dům umění, Olomouc
- 1967 – Ex libris a drobná grafika členů SČUG Hollar, Galerie Hollar, Praha
- 1968 – Čekų šiuolaikinių ekslibrisų paroda, Lietuvos dailės muziejus, Vilnius
- 1968 – 50 let československé grafiky, Alšova jihočeská galerie v Hluboké nad Vltavou, Hluboká nad Vltavou
- 1971 – Pocta Aloisu Senefeldrovi (k 200. výročí narození), Galerie d - Dientzenhoferův dům, Praha
- 1981 – Ex libris - soudobá knižní značka, Galerie d - Dientzenhoferův dům, Praha
- 1987 – Současné české exlibris, Kabinet ex libris Památníku národního písemnictví v Praze (Galerie ex libris), Chrudim
- 1988 – Současné české exlibris, Galerie d - Dientzenhoferův dům, Praha
- 1995 – Česká grafika, Galéria mesta Bratislavy, Bratislava (Bratislava)
- 1996 – České ex libris (30. - 70. léta ve vývoji knižní značky), Nová výstavní síň, Chrudim (Chrudim)
- 1998 – Praha v grafice, Sdružení českých umělců grafiků Hollar, Praha
- 1999 – Dřevěné miniatury: Dřevění ptáčci omalovaní předními českými výtvarníky ze sbírky Eduarda Smejkala, Galerie U prstenu, Praha
- 2001 – Exlibris, Galerie Hollar, Praha